# Sisicottus orites
Sisicottus orites är en spindelart som först beskrevs av Chamberlin 1919.  Sisicottus orites ingår i släktet Sisicottus och familjen täckvävarspindlar. Inga underarter finns listade i Catalogue of Life.